# 小鱗南非鰨
小鱗南非鰨（学名：Austroglossus microlepis）為輻鰭魚綱鰈形目鰨亞目鰨科的其中一種，為熱帶海水魚，分布於東南大西洋那米比亞北部至南非佛斯灣海域，棲息深度100-400公尺，本魚背鰭與臀鰭與尾鰭續接在一起，體褐色有小黑斑點，身體有時有橫帶，背鰭軟條82-100枚、臀鰭軟條65-78枚，體長可達75公分，仔魚為大洋性，成魚棲息在底層水域，以蠕蟲、甲殼類、軟體動物等為食，生活習性不明，可做為食用魚。
其种加词“microlepis”意为“细鳞的”。